# Cong (fiume)
Il Cong o Abhainn Chonga, rispettivamente in inglese ed in irlandese è un fiume irlandese di breve lunghezza che scorre per intero nella Contea di Mayo. Sorge vicino a Cong come emissario del Lough Mask e sfocia nel Lough Corrib.
Il fiume è largo un centinaio di metri e presente un isolotto. Costeggia il Castello di Ashford ed è caratterizzato da una portata media di circa 37.6 m3/s
Il fiume è molto popolare tra i pescatori, dal momento che è facile pescare salmoni e Trote di buona qualità. Di solito l'attività di pesca comincia in mattinata, a patto che l'acqua non sia troppo alta. Il picco di presenza di salmoni viene raggiunto tra aprile e luglio.

## Canale di Cong
Nel 1848 i comuni locali provarono a collegare il Lough Mask con il Lough Corrib mediante un canale che sarebbe dovuto sorgere sul lato est del fiume. I lavori vennere portati avanti nei mesi estivi per i successivi cinque anni ma furono diretti malamente. Nonostante la realizzazione di 3 miglia di scavi e di due delle tre chiuse il progetto venne interrotto nel 1854